# Дубайська монорейка
Дубайська монорейка — лінія монорейки на острові Пальма Джумейра в Дубаї (ОАЕ). Монорейка сполучає острів з материком, планується створити пересадку на Червону лінію Дубайського метро Лінія була відкрита 30 квітня 2009 року. Це перша монорейка на Середньому Сході.
У мережі реалізовано механізм руху поїздів без машиністів.

## Історія
Будівництво лінії монорейки завдовжки 5,45 км розпочалося у березні 2006 року під орудою корпорації Marubeni, монорейкова колія була завершена у липні 2008 року, а випробування потягів розпочалися у листопаді 2008 року. Відкрито 30 квітня 2009 рокуВ 2010 році управління було передано Serco.
Бюджет проекту становить 400 мільйонів доларів США, додаткові 190 мільйонів доларів США виділено на 2-кілометрове майбутнє продовження до пересадної станції метрополітену Дубая, проте в інших джерелах — бюджет у 1,1 мільярда доларів США. Подорож на монорейці коштує Dhs20 в один кінець, 30 в обидва.
Станція Аль-Іттіхад-парк, спочатку призначена для обслуговування скасованого «Trump International Hotel and Tower (Dubai)», була відкрита 3 липня 2017 року.

## Технології
Дубайський монорельс використовує систему Hitachi Monorail.

## Трафік
Лінія має теоретичну потужність 40 000 пасажирів на добу, причому поїзди курсують що декілька хвилин у години пік і що 15 — 20 хвилин під час непікових годин. Тим не менш, фактичний пасажирообіг в середньому склав близько 600 пасажирів на день протягом першого тижня, тобто монорейка "практично порожня". Станом на липень 2017 року потяги курсують що 11 хвилин і складає в середньому 3000 пасажирів на день.

## Станції
Експлуатуємі станції:
- Atlantis Resort — готель Atlantis The Palm
- The Pointe — торговельний центр - зачинена
- Nakheel Mall колишній Trump Plaza
- Al Ittihad
- Gateway

Плановані:
- Tecom Station — станція переходу до потягів Дубайського метрополітену.